# Myiothlypis griseiceps
La reinita cabecigrís (Myiothlypis griseiceps) es una especie de ave paseriforme de la familia Parulidae endémica de Venezuela.
Su hábitat natural son los bosques montanos húmedos tropicales. Se encuentra amenazada por la pérdida de hábitat.